# 천안 용화사 나한입상
천안 용화사 나한입상은 대한민국 충청남도 천안시 동남구에 있다. 1995년 5월 10일 천안시의 향토문화유산 제1호로 지정되었다.

## 개요
불두만 남아 있는 상태이며, 육계와 나발의 형태가 보인다.